# Metallocen

Metallocen,
M = metall

En metallocen är, inom kemi och speciellt metallorganisk kemi, en förening som består av en aromatisk organisk ligand bunden till en metall.
Den prototypiska metallocenen är ferrocen, som består av två cyklopentadienyl-ringar bundna till motsatta sidor av en central järnatom, och formar en metallorganisk sandwichförening. I fallet med ferrocen är längden, styrkan och bindningsvinkeln runt metall-kol-bindningen identiska. Ursprunget till bindningen av den organiska liganden till metallen brukar kallas "haptiskhet" (hapticity) och indikeras med den grekiska bokstaven eta (η). De identiska bindningarna av alla fem kolatomer på varje cyklopentadienyl-ring hos ferrocen brukar betecknas eta-5 eller η5. Det systematiska namnet på ferrocen är därför bis(η5-cyklopentadienyl)järn(II).